# 佐世保市立黒髪小学校
佐世保市立黒髪小学校（させぼしりつ くろかみしょうがっこう）は、長崎県佐世保市黒髪町にある公立の小学校。

## 概要
歴史
1953年（昭和28年）、当時マンモス校であった佐世保市立日宇小学校から分離する形で新設された。2013年（平成25年）に創立60周年を迎えた。
校区
住所表記で「長崎県佐世保市」の後に「黒髪町」が続く地域。中学校区は佐世保市立日宇中学校。
校章
校名「黒髪」の文字（縦書き）の上に「小」の文字を重ねたデザインとなっている。
校歌
1958年（昭和33年）に制定。作詞は中川龍一、作曲は富永忠義による。歌詞は3番まであり、各番に校名の「黒髪小学校」が登場する。

## 沿革
- 1953年（昭和28年）4月1日 - 佐世保市立日宇小学校から分離する形で「佐世保市黒髪小学校」（現校名）が開校。児童数329名、学級数7。
- 1954年（昭和29年）
  - 4月 - 学校給食を開始。
  - 10月 - 運動場（上段）が完成。
- 1957年（昭和32年）
  - 3月 - 校旗を制定。
  - 4月1日 - 校区に大塔町が加わる。
- 1958年（昭和33年）3月 - 校歌を制定。
- 1961年（昭和36年）4月 - 水泳プールが完成。
- 1963年（昭和38年）4月1日 - 特殊学級を設置。
- 1966年（昭和41年）2月 - 体育館が完成。
- 1969年（昭和44年）3月 - 4教室を増築。
- 1973年（昭和48年）2月 - 鉄筋コンクリート造4階建ての特別棟が完成。
- 1975年（昭和50年）
  - 3月 - 4教室を増築。
  - 7月 - 小プールが完成。
- 1978年（昭和53年）
  - 1月 - 運動場が完成。
  - 2月 - 4教室を増築。
- 1979年（昭和54年）7月 - 鉄筋コンクリート造4階建ての本館が完成。
- 1980年（昭和55年）3月 - 鉄筋コンクリート造2階建ての普通教室（12教室）が完成。
- 1981年（昭和56年）3月 - 特別教室が完成。
- 1990年（平成2年）2月 - 体育館を増築。
- 1994年（平成6年）4月1日 - 佐世保市立大塔小学校分離により、大塔・大岳台・卸本町の児童347名が転出。
- 1997年（平成9年）11月 - 木造校舎を解体。
- 2002年（平成14年）
  - 3月 - 新プールが完成。
  - 4月1日 - 通級指導教室（まどか教室）を設置。
- 2003年（平成15年）11月 - 創立50周年記念式典を挙行。
- 2005年（平成17年）3月 - コミュニティールームが完成。
- 2006年（平成18年）3月 - 新体育館が完成。

## 交通
最寄りのバス停
- 西肥バス（させぼバスも含む） 「桜ヶ丘入口」バス停

## 周辺
- 綿津美神社
- 椿ヶ丘簡易郵便局
- 黒髪くりのみ幼稚園
- 佐世保市立大塔小学校
- 佐世保市立日宇中学校
- 長崎県立佐世保南高等学校

## 関連事項
- 長崎県小学校一覧
- 佐世保市小学校一覧